# Curetis freda
Curetis freda är en fjärilsart som beskrevs av John Nevill Eliot 1959. Curetis freda ingår i släktet Curetis och familjen juvelvingar. Inga underarter finns listade i Catalogue of Life.